# Lactoria diaphana
Lactoria diaphana es una especie de peces de la familia Ostraciidae en el orden de los Tetraodontiformes.

## Morfología
Los machos pueden llegar alcanzar los 34 cm de longitud total.

## Alimentación
Come invertebrados  bentónicos.

## Depredadores
Es depredado por Alepisaurus ferox.

## Hábitat
Es un pez de mar de clima tropical y asociado a los  arrecifes de coral que vive entre 8-50 m de profundidad.

## Distribución geográfica
Se encuentra en Namibia hasta Indonesia, la isla de Pascua, el Perú, el sur del Japón, Hawái, el sur de California, Nueva Caledonia, Nueva Gales del Sur (Australia) e islas Kermadec.

## Observaciones
No se puede comer ya que es  venenoso para los humanos.